# That's All Right (Mama)
Pour les articles homonymes, voir Mama.
Clip vidéo
[vidéo] « That’s All Right - Arthur Big Boy Crudup (1946) », sur YouTube
That’s All Right (Mama) (tout va bien maman, en anglais) est une chanson de blues du bluesman américain Arthur Crudup, enregistrée en disque 78 tours chez RCA Victor en 1946.
Son adaptation en version rock 'n' roll-rockabilly est le premier succès historique de la carrière d'Elvis Presley, vendu à 20 000 exemplaires en 1954, considéré comme le titre fondateur du rockabilly, un des plus importants succès de sa carrière, Grammy Awards, 112e des 500 plus grandes chansons de tous les temps selon Rolling Stone.

## Histoire

### Version originale
La version originale, enregistrée par « Big Boy » Crudup le 6 septembre 1946 à Chicago, est un blues rapide. Crudup, au chant et à la guitare, est accompagné par Ransom Knowling (en) à la contrebasse et Judge Riley à la batterie. Le disque 78 tours est édité par Victor, à la fin de l'année, mais ne rencontre aucun succès.
Arthur Crudup n'est pas réputé pour être un bluesman très inventif. Tout au long de sa carrière, il retravaille sans arrêt les mêmes thèmes.
Mais cette idée musicale de base, et l’énergie motrice qui la sous-tend dans sa guitare et dans sa voix, ont contribué à forger le rock 'n' roll.
That's All Right est une chanson que Crudup construit depuis cinq ans. Dès sa première session d’enregistrement pour If I Get Lucky en 1941, il chante les paroles « That's all right, mama, that's all right for you ». Son disque Keep Your Arms Around Me, n°3 des charts R&B en décembre 1944, contient à peu près les mêmes mots (« That's all right, mama, any way you do »). Mais le refrain remonte encore plus loin. En novembre 1929, Jimmy Rushing chante « That's all right, baby, that's all right for you » sur Blue Devil Blues, son premier enregistrement vocal avec les Blue Devils de Walter Page. Trois ans auparavant, en 1926, Blind Lemon Jefferson chante déjà « That's all right, mama, that's all right for you » dans l’un de ses titres les plus populaires, That Black Snake Moan.
Ce disque rassemble la même formule musicale et lyrique que Crudup développe depuis le début de sa carrière, mais le pousse à un niveau supérieur. Il s'agit de la première session sur laquelle il est accompagné à la fois d'un batteur et d'un bassiste. Crudup joue de la guitare électrique, comme c'est le cas depuis son deuxième enregistrement en 1942.
Quelqu'un chez RCA Victor y croit suffisamment pour qu'en mars 1949, ce blues soit réédité à l'occasion d'une évolution technologique de sa création, le single 45 tours de 7 pouces, en attribuant une couleur spécifique pour chaque genre (bleu pour la pop, vert pour la country). Le tout premier vinyle orange vif, couleur choisie pour le rhythm and blues, est le classique de Crudup. Bien que cette réédition lui apporte une brève série de nouvelles diffusions dans quelques stations radio du Sud, le disque ne remporte pas davantage de succès que trois ans auparavant.

### Version d’Elvis Presley
Singles de Elvis Presley
Good Rockin' Tonight
Clip vidéo
[vidéo] « Elvis Presley - That’s All Right (1954) », sur YouTube
[vidéo] « Elvis Presley - That's All Right ('68 Comeback Special 50th Anniversary) », sur YouTube

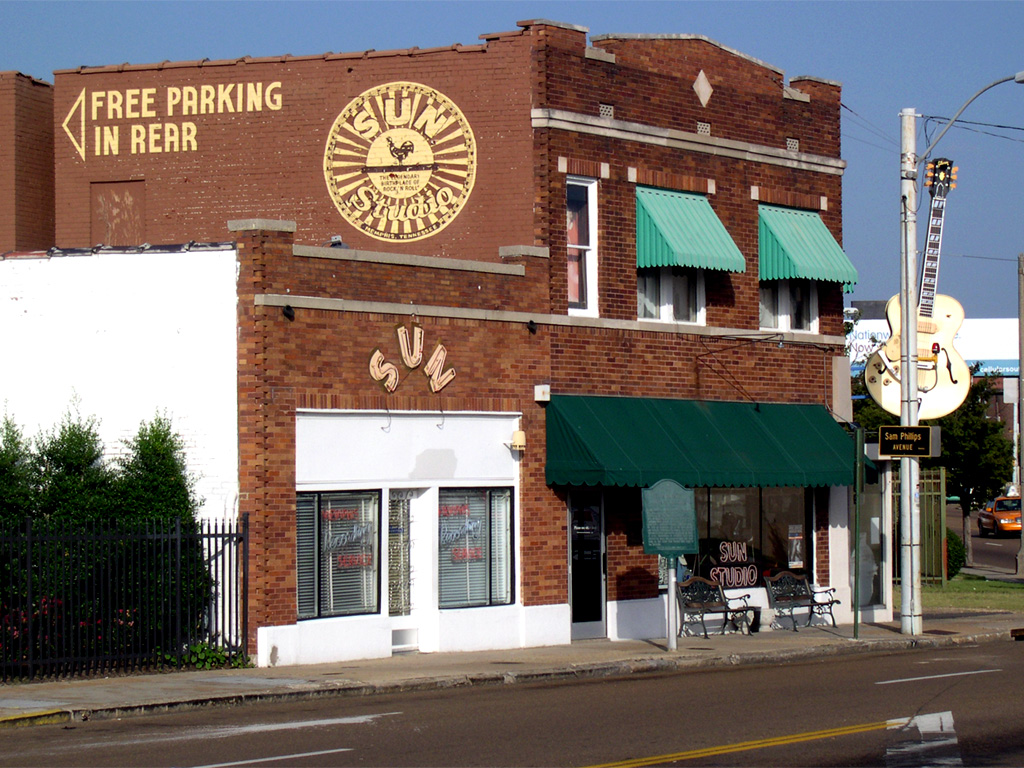
Le Sun Studio de Sun Records, à Memphis dans le Tennessee

Le 18 juillet 1953, Elvis Presley (alors jeune inconnu de 18 ans) réalise son premier enregistrement direct historique de disque 45 tours amateur en un seul exemplaire, pour quatre dollars, avec deux reprises de chansons à succès de l'époque My Happiness (face A) et That's When Your Heartaches Begin (face B). Il l’enregistre au célèbre studio d'enregistrement Sun Studio Records de Sun Records, de Memphis dans le Tennessee (où il vit avec ses parents, considéré comme le « berceau historique de la musique country et du rock 'n' roll ») disque (devenu collector mythique) qu'il offre alors à sa maman Gladys Love Presley pour son anniversaire.

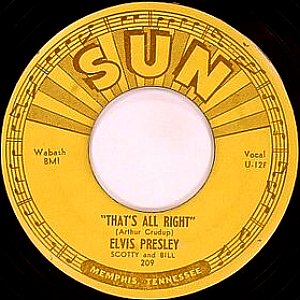

That's All Right (Mama) (tout va bien maman) son second disque de l'année suivante, enregistré au même endroit, contribue à le propulser de façon fulgurante au sommet de sa carrière de légende américaine internationale de « Roi du rock 'n' roll ».
Cette reprise adaptée d’Elvis Presley (mélange de blues-gospel-country local, considérée comme un des titres fondateurs du rock 'n' roll-rockabilly) est enregistrée le 5 juillet 1954 à Memphis. Le chanteur amateur est retourné au studio de Sam Phillips pour interpréter et tenter d'enregistrer quelques premiers titres, dont la ballade country I Love You Because. À la fin de la séance, il improvise That’s All Right et Blue Moon of Kentucky avec les deux musiciens de studio qui l’accompagnent : le guitariste Scotty Moore et le contrebassiste Bill Black. Phillips enregistre les deux titres presque par hasard, et découvre alors avec Elvis un des premiers interprètes blancs capables de rivaliser dans leurs registres avec les meilleurs interprètes de musique noire américaine de l'époque, du Sud des États-Unis.

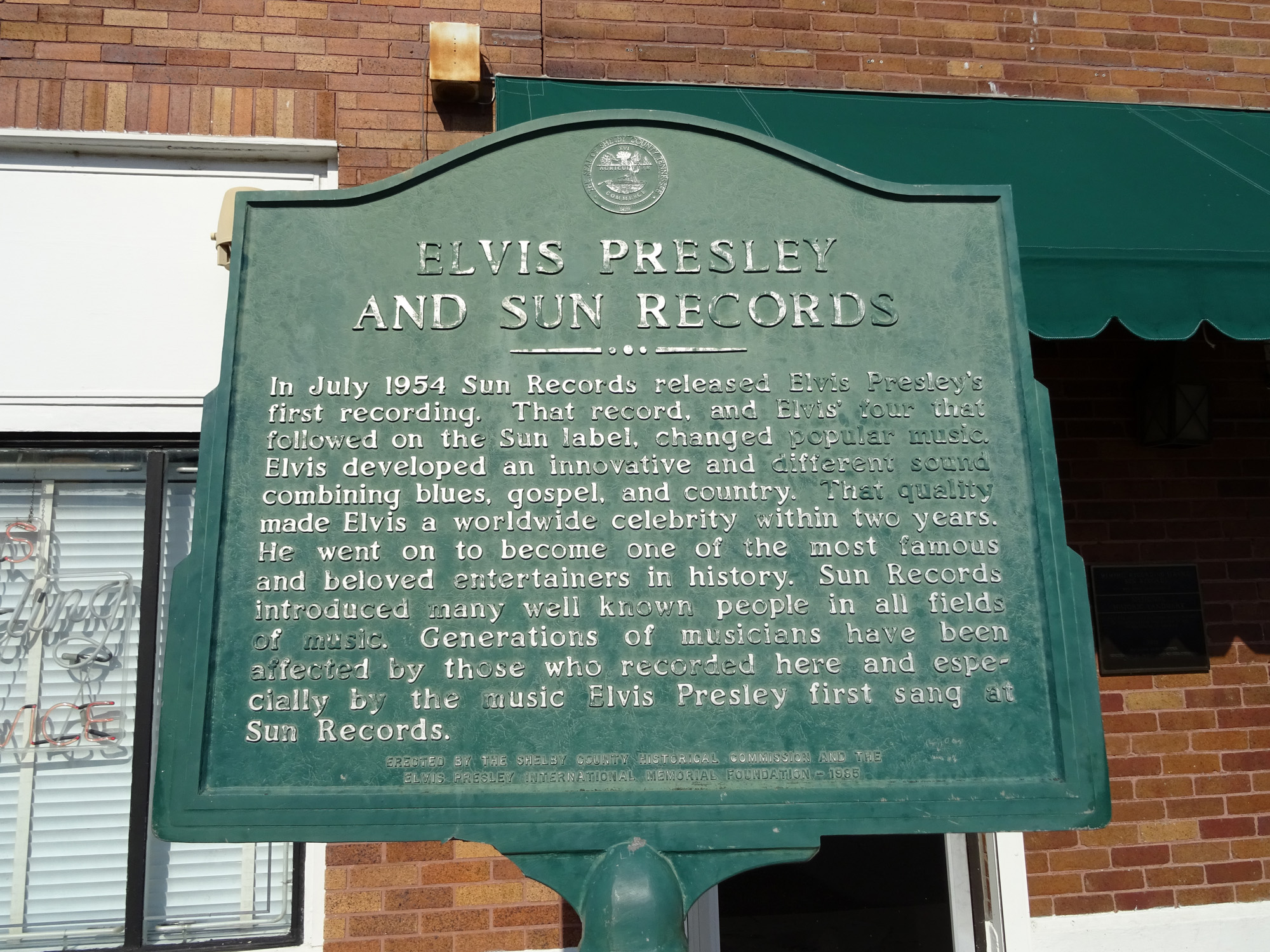
Plaque commémorative de Sun Studio de Memphis

La chanson d'1 minute et 55 secondes sort le 19 juillet de cette même année, en 45 tours et en 78 tours (sous la référence Sun 209) avec un important succès radiophonique local et 20 000 exemplaires de disques vendus. Le disque porte le titre That’s All Right (sans le « (Mama) » du titre original) avec Blue Moon of Kentucky en face B, et les noms « Elvis Presley, Scotty and Bill » (Elvis Presley au chant et à la guitare rythmique, Scotty Moore à la guitare solo, et Bill Black à la contrebasse, sans batterie ni autre instrument).
Des difficultés financières obligent Sam Phillips à vendre le contrat de Presley au label national RCA Records, pour 35 000 dollars, en novembre 1955. Réédité de nombreuses fois avec succès par Elvis durant sa carrière, ce titre est un des principaux succès de son répertoire, Grammy Awards, désigné comme étant le disque qui a marqué le début de la révolution du rock par le magazine Rolling Stone, classé 112e plus grande chanson de tous les temps par ce même magazine en 2003.
Plus de mille stations de radio ont célébré le 50e anniversaire du rock en jouant That’s All Right (Mama) en juillet 2004.

## Reprises

### The Beatles
Pistes inédites de Live at the BBC
Some Other Guy Carol
Sur scène, les Beatles ont interprété une trentaine de titres préalablement chantés par Elvis, leur idole, sans jamais les enregistrer pour leurs albums. Ils en ont tout de même enregistré trois à la BBC; I'm Gonna Sit Right Down and Cry (Over You), I Forgot to Remember to Forget et celle-ci. 
That's All Right (Mama) est enregistrée le 2 juillet 1963 aux studios de Maida Vale (Londres) pour leur émission Pop Go the Beatles (en) diffusée le 16 du même mois. C'est l'un des cinq titres enregistrés lors de cette séance qui ne seront pas publiés par le groupe durant les années 1960. Outre There's a Place, une composition originale publiée sur le premier album du groupe, les quatre autres reprises inédites enregistrées ce jour-là sont Carol, Soldier of Love, Lend Me Your Comb et Clarabella et aucune de ces cinq ne sera enregistrée une seconde fois par eux pour la BBC,.

#### Personnel
- Paul McCartney – chant, guitare basse
- John Lennon – guitare rythmique
- George Harrison – guitare solo
- Ringo Starr – batterie

### Autres versions
En 2001, le producteur Ahmet Ertegün crée l’album Good Rockin’ Tonight: The Legacy of Sun Records, la bande originale du documentaire American Masters, sur lequel figure, entre autres, Paul McCartney dans sa version de That’s All Right enregistrée à New York avec les anciens musiciens de Presley, Scotty Moore à la guitare et D.J. Fontana à la batterie.
De nombreux autres interprètes ont repris ce titre, dont  : 
- 1958 : Carl Perkins, sur l'album Whole Lotta Shakin'
- 1969 : Al Kooper et Mike Bloomfield sur l'album The Live Adventures of Mike Bloomfield and Al Kooper
- 1970 : Albert King sur l'album King Does the King's Thing
- 1970 : Canned Heat sur l'album Future Blues
- 1971 : Rod Stewart sur l'album Every Picture Tells a Story
- 1991 : Albert Lee sur l'album Black Claw & Country Fever
- 2005 : Eric Clapton avec Scotty Moore sur le DVD Hommage au roi du rock 'n roll : Live at Abbey Road produit par TF1
- 2009 : Green Day en téléchargement sur iTunes

Et également Led Zeppelin, Johnny Cash avec Bob Dylan, The Stray Cats en concert à Hambourg (entre autres), Sum 41...
En France, la chanson est reprise en particulier par :
- 1972 : Dick Rivers, sur l'album The Rock Machine
- 1984 : Johnny Hallyday, sur les albums Nashville 84 en duo avec Brian Setzer et Lorada Tour
- 1993 : Alain Bashung, sur Réservé aux Indiens
- 1985 : Elle est adaptée et chantée en français sous le titre Tout va très bien maman par Jesse Garon.

## Au cinéma
- 2008 : Jamais 2 sans 3, d'Éric Summer